# Formula Tasman – sezona 1965.
Formula Tasman – sezona 1965. je bila je 2. sezona u prvenstvu Formule Tasman. Prvenstvo je voženo na Novom Zelandu i Australiji od 9. siječnja do 7. ožujka. Naslov je osvojio Jim Clark u Lotus-Climaxu.
| Prvak     |
| --------- |
| Jim Clark |

| Prethodna sezona | Sljedeća sezona |
| ---------------- | --------------- |
| 1964.            | 1966.           |

## Sistem bodovanja
| Mjesto | 1. | 2. | 3. | 4. | 5. | 6. |
| Bodovi | 9  | 6  | 4  | 3  | 2  | 1  |

- Samo 3 najbolja rezultata u prve 4 utrke i 3 najbolja rezultata u posljednje 4 utrke su se računala za prvenstvo, ali uz uvjet da su oni uključivali bodove osvojene na Velikoj nagradi Novog Zelanda (Pukekohe) i Velikoj nagradi Australije (Sandown).

## Rezultati utrka
| Poz. | Vozač         | Konstruktor    | Vrijeme           | Grid | Bodovi |
| ---- | ------------- | -------------- | ----------------- | ---- | ------ |
| 1.   | Graham Hill   | Brabham-Climax | 1 h 13 min 43,4 s | 1.   | 9      |
| 2.   | Frank Gardner | Brabham-Climax | + 1 min 22,9 s    | 19.  | 6      |
| 3.   | Jim Palmer    | Brabham-Climax | + 1 krug          | 5.   | 4      |
| 4.   | John Riley    | Lotus-Climax   | + 3 kruga         | 8.   | 3      |
| 5.   | Rex Flowers   | Lola-Climax    | + 3 kruga         | 15.  | 2      |
| 6.   | Leo Geoghegan | Lotus-Climax   | + 3 kruga         | 10.  | 1      |

| Poz. | Vozač         | Konstruktor    | Vrijeme      | Grid | Bodovi |
| ---- | ------------- | -------------- | ------------ | ---- | ------ |
| 1.   | Jim Clark     | Lotus-Climax   | 24 min 5,9 s | 1.   | 9      |
| 2.   | Frank Gardner | Brabham-Climax | + 11,3 s     | 6.   | 6      |
| 3.   | Jim Palmer    | Brabham-Climax | + 16,0 s     | 4.   | 4      |
| 4.   | Phil Hill     | Cooper-Climax  | + 17,1 s     | 2.   | 3      |
| 5.   | Bruce McLaren | Cooper-Climax  | + 21,0 s     | 3.   | 2      |
| 6.   | Roly Levis    | Brabham-Ford   | + 25,6 s     | 7.   | 1      |

| Poz. | Vozač         | Konstruktor    | Vrijeme          | Grid | Bodovi |
| ---- | ------------- | -------------- | ---------------- | ---- | ------ |
| 1.   | Jim Clark     | Lotus-Climax   | 1 h 4 min 19,3 s | 3.   | 9      |
| 2.   | Bruce McLaren | Cooper-Climax  | + 10,2 s         | 1.   | 6      |
| 3.   | Jim Palmer    | Brabham-Climax | + 1 min 38,7 s   | 8.   | 4      |
| 4.   | Frank Gardner | Brabham-Climax | + 1 min 51,7 s   | 2.   | 3      |
| 5.   | Kerry Grant   | Brabham-Climax | + 1 krug         | 4.   | 2      |
| 6.   | Roly Levis    | Brabham-Ford   | + 2 kruga        | 14.  | 1      |

| Poz. | Vozač         | Konstruktor    | Vrijeme       | Grid | Bodovi |
| ---- | ------------- | -------------- | ------------- | ---- | ------ |
| 1.   | Jim Clark     | Lotus-Climax   | 52 min 58,4 s | 1.   | 9      |
| 2.   | Bruce McLaren | Cooper-Climax  | + 14,0 s      | 2.   | 6      |
| 3.   | Phil Hill     | Cooper-Climax  | + 1 krug      | 3.   | 4      |
| 4.   | Kerry Grant   | Brabham-Climax | + 1 krug      | 4.   | 3      |
| 5.   | Jim Palmer    | Brabham-Climax | + 2 kruga     | 12.  | 2      |
| 6.   | Roly Levis    | Brabham-Ford   | + 2 kruga     | 5.   | 1      |

## Poredak
| Mjesto | Vozač         | Bodovi | PUK | LEV | WIG | TER | WAR | SAN | LON |
| ------ | ------------- | ------ | --- | --- | --- | --- | --- | --- | --- |
| 1.     | Jim Clark     | 39     | –   | 9   | 9   | 9   | 9   | 6   | 2   |
| 2.     | Bruce McLaren | 24     | –   | 2   | 6   | 6   | –   | 3   | 9   |
| 3.     | Jack Brabham  | 21     |     |     |     |     | 6   | 9   | 6   |
| 4.     | Frank Gardner | 15     | 6   | 6   | 3   |     | –   | –   | –   |
| 5.     | Phil Hill     | 15     |     | 3   | –   | 4   | –   | 4   | 4   |
| 6.     | Jim Palmer    | 15     | 4   | 4   | 4   | 2   | 1   | 2   | –   |
| 7.     | Graham Hill   | 14     | 9   |     |     |     | 2   | –   | 3   |
| 8.     | Kerry Grant   | 5      | –   | –   | 2   | 3   | –   | –   | –   |
| 9.     | Bib Stillwell | 5      |     |     |     |     | 3   | 1   | 1   |
| 10.    | Frank Matich  | 4      |     |     |     |     | 4   | –   | –   |

| Boja | Značenje                                           |
| ---- | -------------------------------------------------- |
| 5    | Osvojeni bodovi koji su se računali za prvenstvo   |
| 5    | Osvojeni bodovi koji se nisu računali za prvenstvo |
| –    | Vozač nije osvojio bodove u utrci                  |
|      | Vozač nije nastupao na utrci                       |

## Statistike
| Vozač         | Postolja  | Postolja  | Postolja  | Prvo startno mjesto | Najbrži krug |
| Vozač         | 1. mjesto | 2. mjesto | 3. mjesto | Prvo startno mjesto | Najbrži krug |
| ------------- | --------- | --------- | --------- | ------------------- | ------------ |
| Jim Clark     | 4         | 1         | -         | 3                   | 4            |
| Bruce McLaren | 1         | 2         | -         | 2                   | 1            |
| Jack Brabham  | 1         | 2         | -         | 1                   | 2            |
| Graham Hill   | 1         | -         | -         | 1                   | 1            |
| Frank Gardner | -         | 2         | -         | -                   | -            |
| Jim Palmer    | -         | -         | 3         | -                   | -            |
| Phil Hill     | -         | -         | 3         | -                   | -            |
| Frank Matich  | -         | -         | 1         | 1                   | -            |

### Vodeći vozač u prvenstvu
U rubrici bodovi, prikazana je bodovna prednost vodećeg vozača ispred drugoplasiranog, dok je žutom bojom označena utrka na kojoj je vozač osvojio naslov prvaka.
| Naziv utrke            | Vozač         | Bodovi |
| ---------------------- | ------------- | ------ |
| New Zealand Grand Prix | Graham Hill   | 3      |
| Levin Tasman           | Frank Gardner | 3      |
| Lady Wigram Trophy     | Jim Clark     | 3      |
| Teretonga Tasman       | Jim Clark     | 3      |
| Warwick Farm Tasman    | Jim Clark     | 12     |
| Sandown Park Tasman    | Jim Clark     | 18     |
| Australian Grand Prix  | Jim Clark     | 11     |

## Vanjske poveznice
- Formula Tasman – sezona 1965. MotorSport Magazine